# Campeonato Panamericano de Taekwondo de 2004
El XIII Campeonato Panamericano de Taekwondo se celebró en Santo Domingo (República Dominicana) en 2004 bajo la organización de la Unión Panamericana de Taekwondo.
En total se disputaron en este deporte dieciséis pruebas diferentes, ocho masculinas y ocho femeninas.

## Resultados

### Masculino
| Evento | Oro                                 | Plata                                   | Bronce                                                                      |
| ------ | ----------------------------------- | --------------------------------------- | --------------------------------------------------------------------------- |
| –54 kg | Daniel Elkowitz Estados Unidos      | Gino Alonso Salcedo · Colombia          | Mayko Votta · Uruguay · Reginaldo dos Santos · Brasil                       |
| –58 kg | Pérez · México                      | Gabriel Mercedes · República Dominicana | Jocelyn Addison · Canadá · Carlos Curbata · Venezuela                       |
| –62 kg | Edwin Montoya · Colombia            | Idulio Islas Gómez · México             | Yacomo García · República Dominicana · Terrence Jennings · Estados Unidos   |
| –67 kg | Luis Benítez · República Dominicana | Erick Osornio · México                  | Gabriel Sagastume · Guatemala · Evangelos Lygeros · Canadá                  |
| –72 kg | José Luis Ramírez · México          | Sebastián · República Dominicana        | Maurilo Crismanich · Argentina · Carlos Costa · Brasil                      |
| –78 kg | Carlos Alberto Izidoro · Brasil     | Caribai · México                        | François Coulombe-Fortier · Canadá · Ángel Román Martínez · Puerto Rico     |
| –84 kg | Leonardo dos Santos · Brasil        | Kleiver Jiménez · Venezuela             | Richard Alcántara · República Dominicana · James Moontasri · Estados Unidos |
| +84 kg | Álex Amatina · Venezuela            | Eric Ahn · Canadá                       | Martín Sío · Argentina · Kristopher Moitland · Costa Rica                   |

### Femenino
| Evento | Oro                                    | Plata                          | Bronce                                                        |
| ------ | -------------------------------------- | ------------------------------ | ------------------------------------------------------------- |
| –47 kg | Ivett Gonda · Canadá                   | Jacqueline Licona · México     | Aischal van der Linde Aruba Giganni Lopez Estados Unidos      |
| –51 kg | Yeny Contreras · Chile                 | Ana Rosales · Venezuela        | Shannon Condie · Canadá · Dagmar López · Puerto Rico          |
| –55 kg | Danielle Holmquist Estados Unidos      | Josiane Lima · Brasil          | Tatiana Huizar · México · Rodríguez · Puerto Rico             |
| –59 kg | Eleni Koutsilianos Estados Unidos      | Paola Félix · México           | Débora Nunes · Brasil · Miladys Mariño · Venezuela            |
| –63 kg | Carla Cotto Puerto Rico                | Vanina Sánchez Berón Argentina | Karine Sergerie · Canadá · Renata Pereira · Brasil            |
| –67 kg | Brittany Nickolyn Estados Unidos       | Asunción Ocasio Puerto Rico    | Dayna Harstad · Canadá · Wells · Venezuela                    |
| –72 kg | Nancy Urraca · República Dominicana    | Heidy Juárez · Guatemala       | Noula Mina · Canadá · Christina Park · Estados Unidos         |
| +72 kg | Gina María Ruiz · República Dominicana | Luz Mata · México              | Dominique Bosshart · Canadá · Erica Adriana Ferreira · Brasil |

## Medallero
| Núm. | País                 | Oro | Plata | Bronce | Total |
| ---- | -------------------- | --- | ----- | ------ | ----- |
| 1    | Estados Unidos       | 4   | 0     | 4      | 8     |
| 2    | República Dominicana | 3   | 2     | 2      | 7     |
| 3    | México               | 2   | 6     | 1      | 9     |
| 4    | Brasil               | 2   | 1     | 5      | 8     |
| 5    | Venezuela            | 1   | 2     | 3      | 6     |
| 6    | Canadá               | 1   | 1     | 8      | 10    |
| 7    | Puerto Rico          | 1   | 1     | 3      | 5     |
| 8    | Colombia             | 1   | 1     | 0      | 2     |
| 9    | Chile                | 1   | 0     | 0      | 1     |
| 10   | Argentina            | 0   | 1     | 2      | 3     |
| 11   | Guatemala            | 0   | 1     | 1      | 2     |
| 12   | Aruba                | 0   | 0     | 1      | 1     |
| 12   | Costa Rica           | 0   | 0     | 1      | 1     |
| 12   | Uruguay              | 0   | 0     | 1      | 1     |
|      | TOTAL                | 16  | 16    | 32     | 64    |